# Domingos Alegres
Domingos Alegres fue una revista de historietas publicada por Editorial Novaro desde 1954. Constó de 1457 números ordinarios en su Serie Clásica y 26 en la Serie Colibrí, además de 10 extraordinarios.

## Contenido
Al igual que Chiquilladas (1952), incluía material muy variado, desde series de la King Features Syndicate a adaptaciones cinematográficas y televisivas procedentes de Dell Comics. Entre las últimas, pueden citarse The Twilight Zone, Doctor Solar, Turok, Perdidos en el espacio, Lassie, Mi marciano favorito, Jim West, Hechizada, etc.
| Número | Fecha      | Título                  | Guionista     | Dibujante     | Tipo                                       | Procedencia                | Precio facial en pesos |
| ------ | ---------- | ----------------------- | ------------- | ------------- | ------------------------------------------ | -------------------------- | ---------------------- |
| 0045   | 06/02/1955 | El Príncipe Valiente    |               | Bob Fujitani  | Adaptación de la película homónima de 1954 | Dell Publishing            |                        |
| 0053   | 03/04/1955 | Cisco Kid               |               |               |                                            | Dell Publishing            |                        |
| 0078   | 18/09/1955 | Steve Canyon            | Milton Caniff | Milton Caniff |                                            | Dell Publishing            |                        |
| 0222   | 29/06/1958 | Rin Tin Tin             |               |               |                                            | Dell Publishing            |                        |
| 0764   | 17/11/1958 | Espías en conflicto     |               |               |                                            | Western Publishing Company |                        |
| 1048   | 25/07/1974 | Bip Bip el Correcaminos |               |               |                                            | Western Publishing Company |                        |